# Bysala
Bysala är en bebyggelse vid västra stranden av Långsvan i Heds socken i Skinnskattebergs kommun. Mellan 2015 och 2020 samt åter från 2023 avgränsade SCB här en småort.